# Expedição 41
Expedição 41 foi uma missão humana de longa duração na Estação Espacial Internacional, realizada entre 10 de setembro e 10 de novembro de 2014. Foi marcada pela participação da cosmonauta russa Yelena Serova, a primeira cosmonauta russa na ISS e a primeira russa a ir ao espaço em dezessete anos.

## Tripulação
| Posição             | Primeira parte (Setembro de 2014) | Segunda parte (Setembro até novembro de 2014) |
| ------------------- | --------------------------------- | --------------------------------------------- |
| Comandante          | Maksim Surayev                    | Maksim Surayev                                |
| Engenheiro de voo 1 | Gregory Wiseman                   | Gregory Wiseman                               |
| Engenheiro de voo 2 | Alexander Gerst                   | Alexander Gerst                               |
| Engenheiro de voo 3 |                                   | Aleksandr Samokutyayev                        |
| Engenheira de voo 4 |                                   | Yelena Serova                                 |
| Engenheiro de voo 5 |                                   | Barry Wilmore                                 |

## Missão
A expedição começou com a desacoplagem da nave Soyuz TMA-12M em 10 de setembro, que trouxe de volta à Terra os últimos três integrantes da Expedição 40. Ficaram na ISS aguardando a chegada dos três novos tripulantes os astronautas Surayev, Wiseman e Gerst, tripulantes da Soyuz TMA-13M, que também tinham participado da anterior e iniciaram esta, como é padrão no início de cada expedição espacial. Com a chegada da Soyuz TMA-14M e seus três tripulantes duas semanas depois, em 25 de setembro, a missão ficou completa com seus seis integrantes.
Nos dois meses de sua duração, algumas das principais atividades científicas realizadas foram o estudo do crescimento de sementes em gravidade zero, a observação da entrada de meteoritos na atmosfera terrestre e estudos em biologia animal, músculos e ossos. Pequenos peixes-zebra levados na missão também foram estudados para aumentar o conhecimento científico sobre a influência da gravidade em células não-humanas. Três caminhadas espaciais foram realizadas em dias diferentes de outubro por todos os tripulantes à exceção de Serova, para troca, instalação, realocação e reparo de equipamentos externos. Duas espaçonaves não-tripuladas de carga, SpaceX CRS-4 e Progress 57, também visitaram a ISS durante o período da expedição.
Depois da troca de comando entre os cosmonautas Maksim Suryaev (Expedição 41) e Aleksandr Samokutyayev (Expedição 42), a missão encerrou-se após a desacoplagem da Soyuz TMA-13M às 00:31 UTC de 10 de novembro, com sua tripulação retornando à Terra enquanto Samokutyayev, Wilmore e Serova davam início à próxima missão, aguardando os próximos três tripulantes que seriam lançados do Cosmódromo de Baikonur em duas semanas.

## Galeria

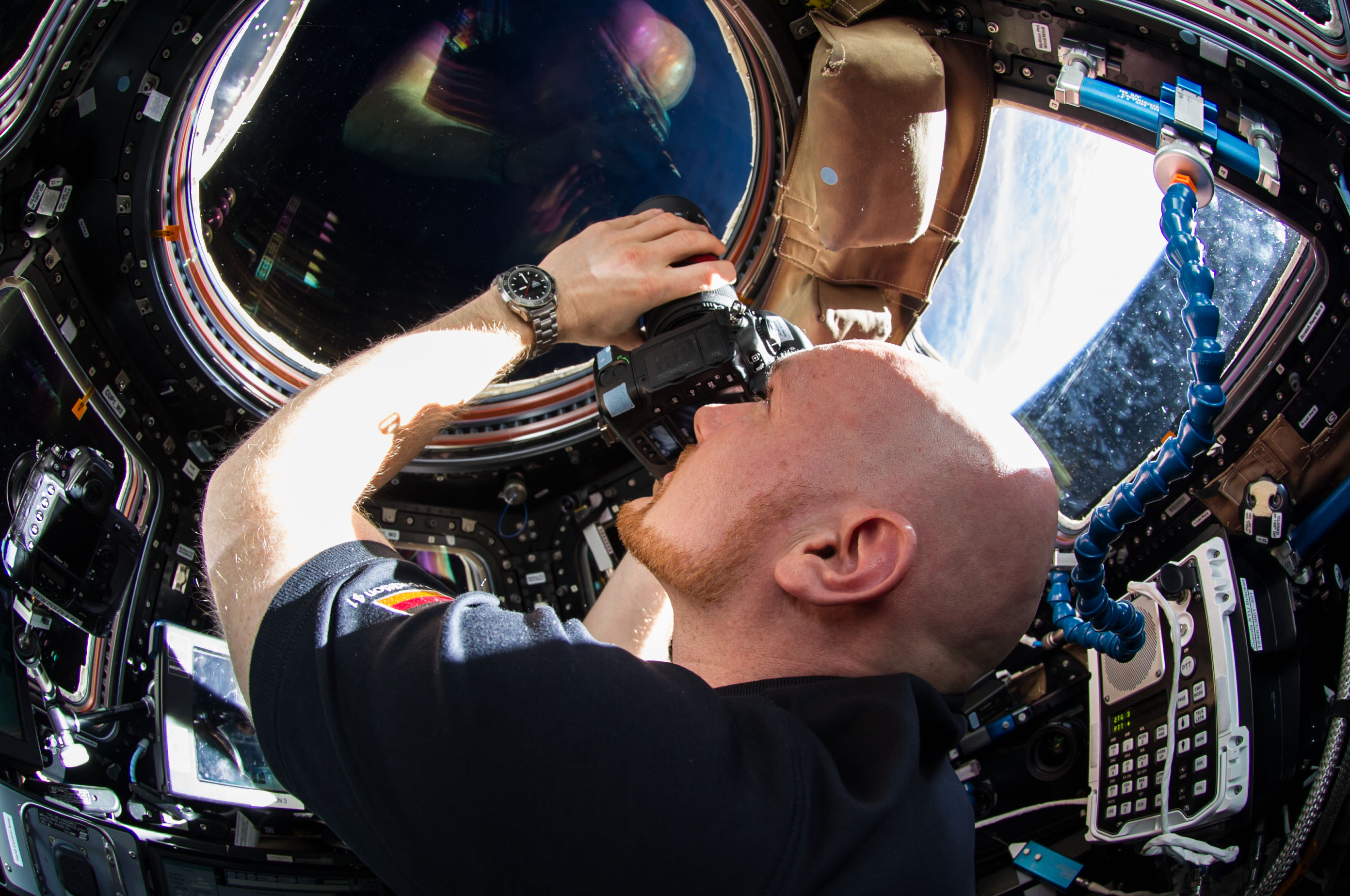
O astronauta alemão Alexander Gerst fotografa o exterior na Cúpula da ISS.
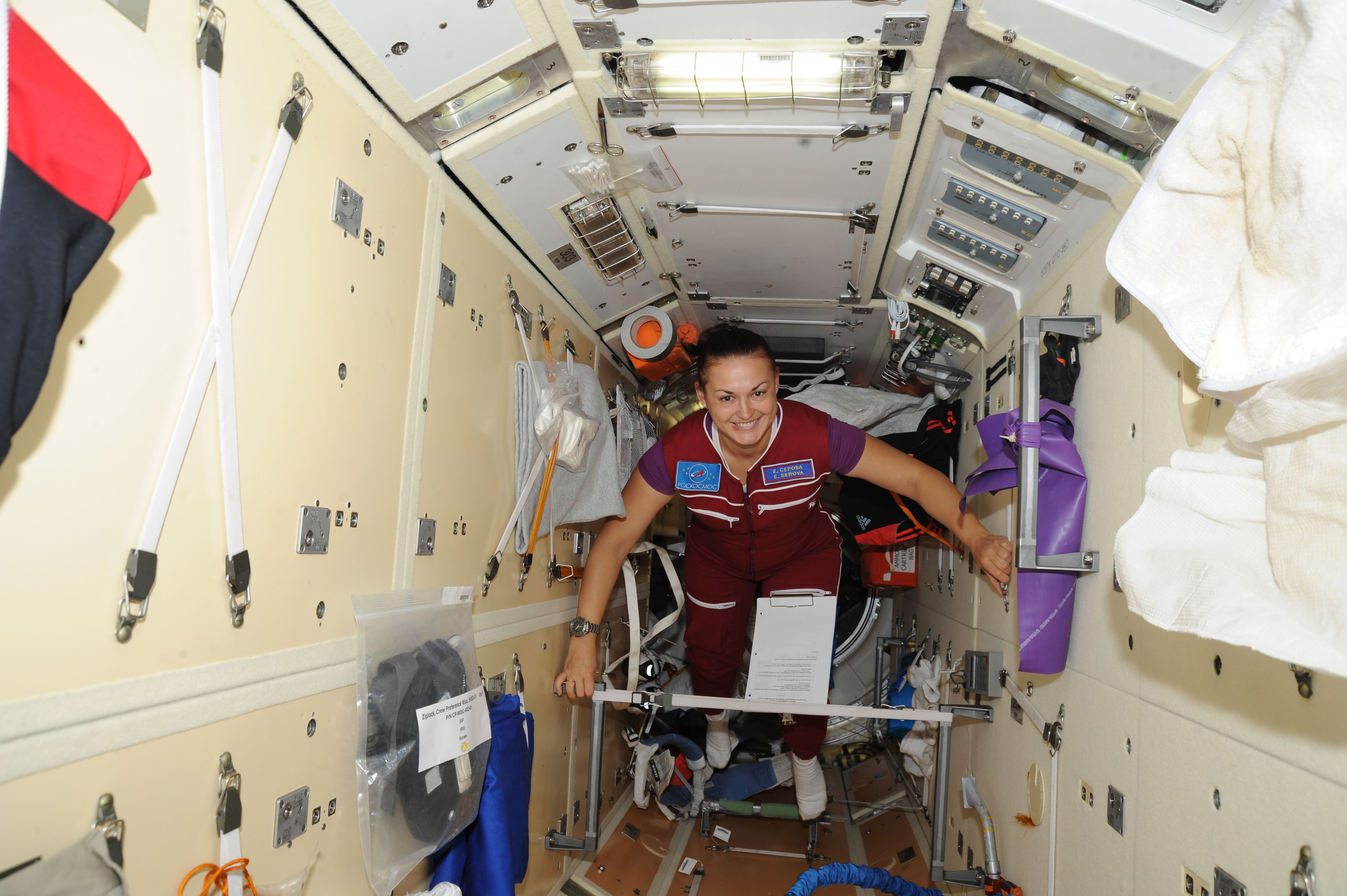
Yelena Serova flutua no interior do módulo Rassvet.
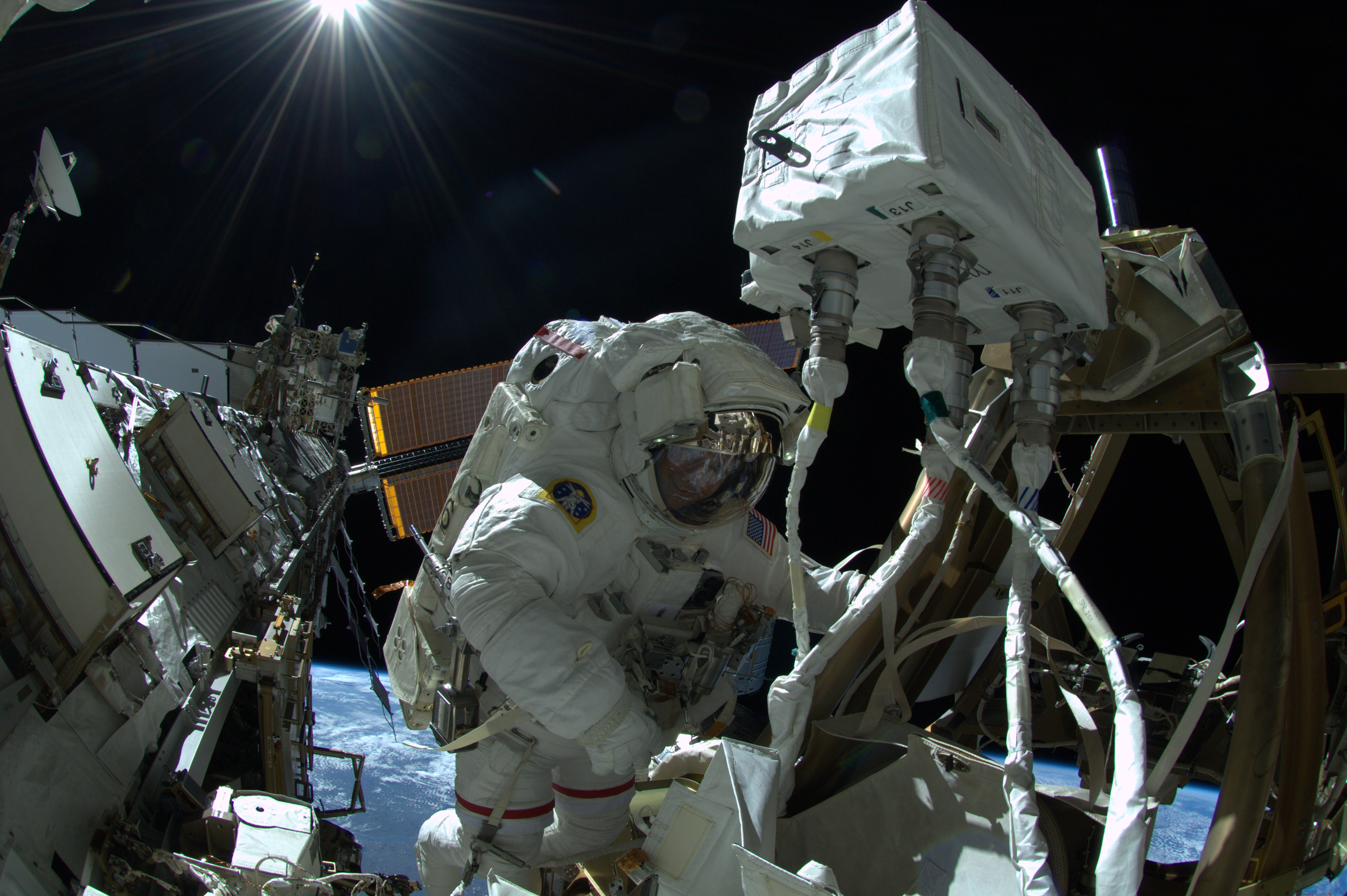
O norte-americano Gregory Wiseman realiza atividade extra-veicular durante a missão.
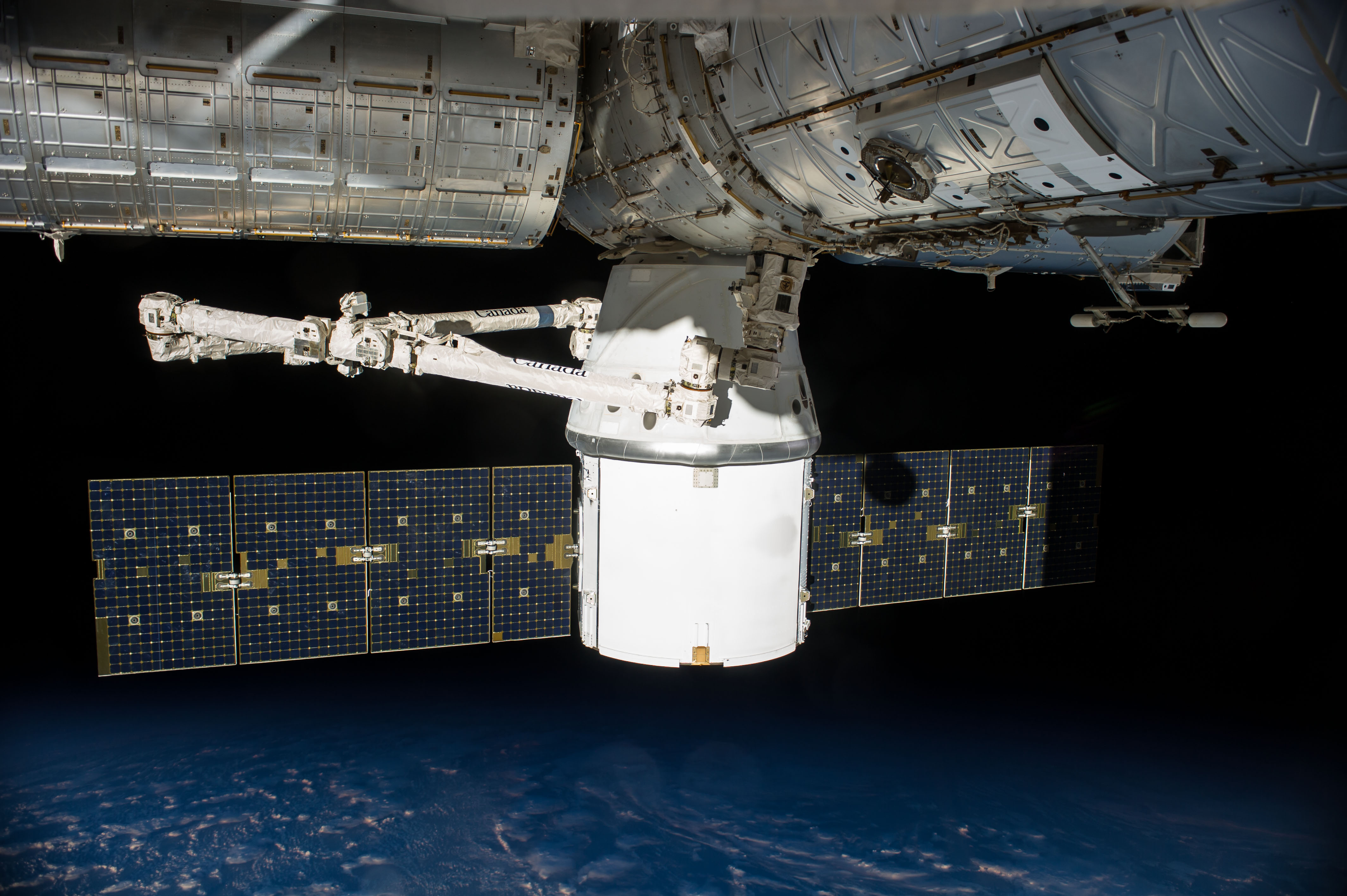
A nave de suprimentos SpaceX CRS-4 acoplada à ISS.
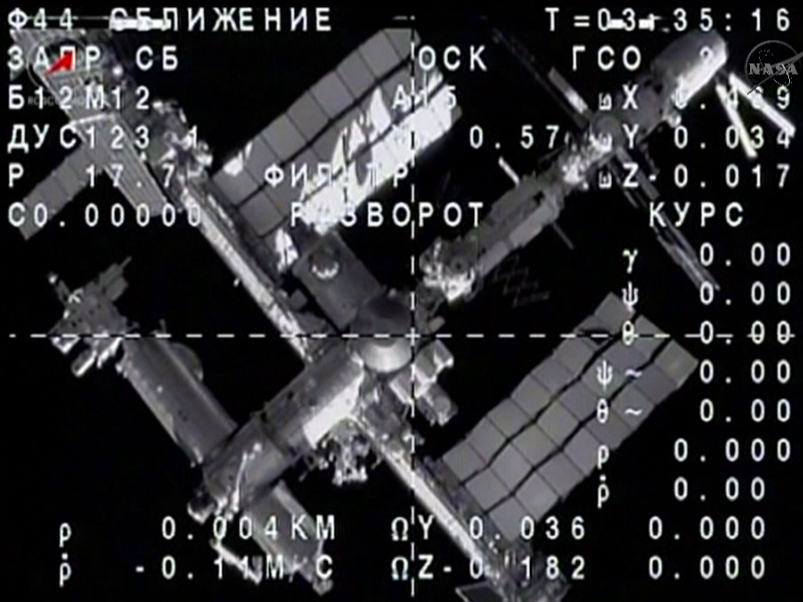
A ISS vista através do visor e da telemetria da Soyuz TMA-13 logo após a separação, encerrando a Expedição 41.